# Litleholmen (Osterøy)
Ne doit pas être confondu avec Litleholmen ou Litleholmen (Stord).
Litleholmen est une île norvégienne du comté de Hordaland appartenant administrativement à Osterøy.

## Description
Rocheuse et couverte d'arbres, à fleur d'eau, elle s'étend sur environ 157 m de longueur pour une largeur approximative de 43 m. 